# Rudolf Hoffmann (Fußballspieler)
Rudolf „Rudi“ Hoffmann (* 11. Februar 1935 in Östringen; † 16. Oktober 2020) war ein deutscher Fußballspieler, der als Aktiver der deutschen Fußballnationalmannschaft der Amateure an den Olympischen Sommerspielen 1956 in Melbourne teilgenommen hat. Zuvor hatte der Abwehrspieler von Viktoria Aschaffenburg bereits am 28. Mai 1955 in Hamburg als 20-Jähriger beim Länderspiel gegen Irland (2:1) einen Einsatz in der A-Nationalmannschaft absolviert. Mit dem VfB Stuttgart gewann Hoffmann 1958 den DFB-Pokal.

## Vereinskarriere
Der Mittelläufer begann seine Karriere als Jugendlicher beim heimischen FC Östringen im damaligen Landkreis Bruchsal, wechselte dann wegen verwandtschaftlichen Beziehungen 1952 als 17-Jähriger zum Süd-Oberligisten Viktoria Aschaffenburg. Bei der Viktoria debütierte er am 31. Januar 1954 beim Auswärtsspiel gegen den FC Schweinfurt 05 (1:6) in der Oberliga Süd. Es folgten noch sechs weitere Rundeneinsätze und am Rundenende der Abstieg in die 2. Liga Süd. Das Defensivtalent kehrte als Vizemeister 1954/55 mit Aschaffenburg umgehend in die Oberliga Süd zurück. In der Saison 1955/56 belegte das Team aus dem Stadion am Schönbusch den fünften Rang in der Oberliga Süd; Hoffmann hatte 26 Ligaspiele absolviert und sich mit seinen Leistungen in das Notizbuch von Bundestrainer Sepp Herberger gespielt. Nach der Runde 1956/57, die Viktoria belegte den achten Rang und Nationalspieler Hoffmann hatte in 27 Ligaeinsätzen drei Tore erzielt, wurde er zur Saison 1957/58 vom VfB Stuttgart verpflichtet.
Hoffmann wurde wie der weitere VfB-Neuzugang Rolf Geiger aber wegen Verstoßes gegen das Vertragsspielerstatut vom DFB gesperrt. Unter der Hand hätte er in Aschaffenburg Geld bekommen, obwohl er als Mitglied der deutschen Amateurnationalmannschaft bei den Olympischen Sommerspielen 1956 als Amateur angetreten war. Nach zehn Monaten Sperre debütierte Hoffmann deshalb erst am 6. April 1958, am vorletzten Rundenspieltag, bei einem 1:0-Heimerfolg gegen den SSV Reutlingen beim VfB Stuttgart in der Oberliga. Er konnte in seiner ersten Saison beim VfB lediglich zwei Punktspiele bestreiten; Rolf Geiger war in drei Spielen (1 Tor) im Einsatz und das Team von VfB-Trainer Georg Wurzer belegte deshalb nur den 9. Rang.
Am Ende der Runde 1957/58 gewann Stuttgart am 25. Juni 1958 in Mannheim mit einem 2:1 gegen den FC Schweinfurt 05 den süddeutschen Pokal. Hoffmann spielte Verteidiger, Robert Schlienz war Mittelläufer und Erwin Waldner und Rolf Geiger zeichneten sich als Torschützen aus. Damit war der VfB für die 1. DFB-Pokalrunde qualifiziert. Am 21. September 1958 erreichte Stuttgart mit einem 4:1-Erfolg beim 1. FC Saarbrücken den Einzug in das Pokalfinale. Das fand am 16. November 1958 in Kassel gegen Fortuna Düsseldorf statt. Vor 28.000 Zuschauern setzte sich der VfB im Auestadion mit 4:3 nach Verlängerung durch. Die Ligarunde beendeten die Mannen um Schlienz, Sawitzki, Geiger, Waldner und Hoffmann mit 30:30 Punkten auf dem 5. Rang. Der Ex-Aschaffenburger hatte 28 Ligaeinsätze bestritten und ein Tor erzielt. Im letzten Trainerjahr von Georg Wurzer und im Jahr nach Schlienz, 1959/60, belegte Hoffmann mit dem VfB den siebten Rang; er hatte in 26 Ligaspielen mitgewirkt. Im Sommer 1960 schloss er sich dem FK Pirmasens in der Oberliga Südwest an.
Mit dem Team um Torhüter Heinz Kubsch und Spielmacher und Torschütze Helmut Kapitulski belegte Hoffmann zweimal (1961 und 1963) den 3. Rang und wurde 1962 Vizemeister in der Südwestoberliga. In den zwei Endrundenspielen um die deutsche Fußballmeisterschaft 1962 kassierte Abwehrchef Hoffmann aber gegen den Hamburger SV (3:6; Mittelstürmer Uwe Seeler erzielte vier Tore) und Eintracht Frankfurt (1:8; Mittelstürmer Erwin Stein erzielte fünf Tore) 14 Tore. Mit 28 Jahren beendete Hoffmann 1963 seine Vertragsspielerkarriere. Er ging zurück ins Amateurlager und spielte zwei Jahre beim FC Rodalben, ehe er in seine Heimat nach Östringen zurückkehrte und dort 1968 endgültig seine Laufbahn beendete.

### Stationen
- FC Östringen (1945–1952, als Jugendlicher)
- Viktoria Aschaffenburg (1952–1957; 59 Oberligaspiele, 3 Tore)
- VfB Stuttgart (1957–1960; 56 Oberligaspiele, 1 Tor)
- FK Pirmasens (1960–1963; 61 Oberligaspiele, 2 Tore)
- FC Rodalben  (1963–1965)

## Internationale Einsätze
Bereits als 19-Jähriger nahm das Abwehrtalent von Viktoria Aschaffenburg vom 22. bis 29. November 1954 in der Sportschule Grünberg an einem Nationalmannschaftskurs unter Bundestrainer Herberger vor dem Länderspiel am 1. Dezember in London gegen England teil. Sein zweiter Herberger-Kurs fand vom 14. bis 18. März 1955 in der Sportschule Schöneck in Karlsruhe statt; aber auch am Länderspiel am 30. März in Stuttgart gegen Italien (1:2) durfte er noch nicht teilnehmen. Am 23. März 1955 hatte Hoffmann aber in Sheffield beim Länderspiel der B-Nationalmannschaft gegen England (1:1) seine internationale Eignung unter Beweis stellen können. Am 28. Mai 1955 spielte Hoffmann beim 2:1 gegen Irland im Volksparkstadion einmal für die A-Nationalmannschaft. Der junge Hoffmann (20 Jahre) spielte Mittelläufer und wurde von den beiden erfahrenen Außenläufern Robert Schlienz und Karl Mai unterstützt. Als der DFB am 25. Juni 1955 sein erstes Länderspiel mit der Juniorenelf U 23 absolvierte, vertrat Hoffmann in Frankfurt beim 3:3 gegen Jugoslawien als Mittelläufer die deutschen Farben. Am 7. August war er der Mittelläufer der süddeutschen Auswahl beim Repräsentativspiel in Hamburg gegen die norddeutsche Auswahl (3:4) und gehörte anschließend dem Kader für das Länderspiel am 21. August in Moskau gegen die Sowjetunion (2:3) an. Herberger vertraute die Mittelläuferrolle aber Werner Liebrich an.
Trotz seiner 10-Monatssperre und deshalb nur zwei Oberligaeinsätzen 1957/58 gehörte Hoffmann bei der Fußball-Weltmeisterschaft 1958 in Schweden zum deutschen Aufgebot, war allerdings einer der vier Spieler (noch Hermann Nuber, Wolfgang Peters, Günter Sawitzki), die in Deutschland nur auf Abruf bereitstanden, wovon Sepp Herberger aber keinen Gebrauch machte. Er hatte am WM-Lehrgang mit 25 Spielern vom 12. bis 24. Mai 1958 in München-Grünwald teilgenommen. Außerdem stand er zwischen 1955 und 1958 fünfmal in der B-Nationalelf (dreimal in seiner Aschaffenburger, zweimal in seiner Stuttgarter Zeit) und viermal in der Amateurnationalmannschaft (1955 und 1956). Mit letzterer nahm er auch an den Olympischen Spielen 1956 in Melbourne teil. Am 24. November 1956 trat dort das deutsche Team gegen den späteren Olympiasieger Sowjetunion an, schied nach der 1:2-Niederlage aber bereits nach dem ersten Spiel aus dem Turnier aus.
Er gehörte zu dem elitären Kreis von 20 Nationalspielern, die in den vier „großen“ DFB-Teams standen (A, B, Amateure und Junioren).

## Leben nach dem Fußball
Rudolf Hoffmann kehrte in seinen nordbadischen Heimatort Östringen zurück, wo er als kaufmännischer Angestellter bei einem Unternehmen der Kunststoffbranche arbeitete. Sein jüngerer Bruder Theodor Hoffmann spielte mit dem VfB Stuttgart in der Fußball-Bundesliga.